# Пьющие кровь
«Пью́щие кровь» — мистический триллер о вампирах, снятый в 1991 году режиссёром Евгением Татарским. Экранизация повести Алексея Толстого «Упырь».

## Сюжет
После шумного многолюдного бала молодой князь Руневский решил побродить по комнатам усадьбы, где проходило торжество. Его внимание привлёк необычно бледный, странный человек, на вид — молодой, но совершенно седой, смотрящий в одну точку и не замечающий, что полы его одежды почти касаются огня в камине. Руневский окликнул его, и тот вдруг воскликнул: «Мне странно, что на сегодняшнем бале я вижу упырей!». Позже этот тип объяснил, что «упырь» — исконное название вампира, которое почему-то стали забывать в обществе. Обеспокоенный и встревоженный Руневский стал замечать спустя некоторое время различные странности в поведении некоторых гостей, и в особенности — родственников его возлюбленной Даши, обладающих поместьем неподалёку. Молодого князя приглашают погостить.

## В ролях
- Марина Влади — Марфа Сергеевна Сугробина, генеральша, бабушка Дашеньки
- Андрей Соколов — Александр Андреевич Руневский, жених Дашеньки
- Марина Майко — Дашенька, внучка генеральши Сугробиной, невеста Руневского
- Донатас Банионис — Семён Семёнович Теляев, родственник генеральши Сугробиной
- Константин Афонский — Василий Рыбаренко, знакомый Руневского (озвучил Сергей Бехтерев)
- Светлана Слижикова — Федосья Акимовна Зорина, родственница генеральши Сугробиной (в титрах Светлана Слайкнене)
- Александра Колкунова — Софья Карповна Зорина, дочь Федосьи Акимовны Зориной
- Юлиан Макаров — Владимир Карпович Зорин, сын Федосьи Акимовны Зориной
- Андрей Ургант — Аганин, сослуживец и секундант Руневского
- Игорь Муругов — Панин, сослуживец и секундант Руневского
- Людмила Аржанникова — Клеопатра Платоновна, родственница генеральши Сугробиной
- Гали Абайдулов — Егор Фрышкин, сослуживец и секундант Зорина
- Виктор Мелихов — Незлымов, сослуживец и секундант Зорина
- Карина Моритц — Пеппина, итальянская девушка
- Аркадий Тигай — итальянский священник
- Анатолий Столбов — врач в доме генеральши Сугробиной
- Виктор Терехов — кучер в доме генеральши Сугробиной
- Юрий Оськин — слуга в доме Зориной
- Юрий Дубровин — лакей в доме генеральши Сугробиной
- Александр Россинский — лакей в доме генеральши Сугробиной
- Анатолий Телков — гость в доме генеральши Сугробиной
- Любовь Малиновская — гостья в доме генеральши Сугробиной

## Съёмочная группа
- Автор сценария — Артур Макаров
- Режиссёр-постановщик — Евгений Татарский
- Художник-постановщик — Исаак Каплан
- Оператор-постановщик — Константин Рыжов
- Композитор — Сергей Курехин
- Звукооператор — Игорь Вигдорчик
- Монтажёр — Ирина Вигдорчик
- Художник по костюмам — Наталья Замахина
- Художник по гриму — Клавдия Малыш
- Директор картины — Татьяна Наумова

## Создание
Сценарий был написан Артуром Макаровым специально для Евгения Татарского. В одной из главных ролей снялась Марина Влади, с которой Татарского познакомил Владимир Высоцкий на съёмках фильма «Плохой хороший человек», где Татарский был вторым режиссёром у Иосифа Хейфица. Марина Влади согласилась сниматься бесплатно (оплачен был только гонорар агента актрисы) с условием, что она сыграет роль императрицы Екатерины в следующем фильме Татарского по сценарию Макарова «Последний роман императрицы».
Съёмки проходили на Ленфильме в декорациях, построенных художником Исааком Капланом, с которым Татарский постоянно сотрудничал. Натуру режиссёру хотелось снять в Италии, поскольку часть действия фильма происходит в старом итальянском замке. С большим трудом были найдены спонсоры для поездки съёмочной группы в Италию. Во время съёмок Марину Влади срочно вызвали в Ленинград заменить заболевшую Элизабет Тейлор в японо-российской картине «Сны о России». Слетав в Ленинград на три дня, Марина Влади вернулась в Италию. Деньги, полученные от японцев, закрыли все проблемы с гонорарами по картине «Пьющие кровь».

## Критика
По мнению кинокритика Лидии Масловой, «„Пьющие кровь“ не позволили себе открыто пошутить с „вампирским“ жанром и предпочли высокие с ним отношения, однако Марина Влади в роли кровожадной генеральши не смогла компенсировать отсутствие постановочного размаха, решительно необходимого в подобном случае. Интонация „на полном серьёзе“ противопоказана режиссёрскому мироустройству Евгения Татарского».

## Источник
- Евгений Татарский. Записки кинорежиссёра о многих и немного о себе. — СПб.: БХВ-Петербург, 2012. — 224 с. — ISBN 978-5-9775-0766-0.